# Kerivoula papillosa
Kerivoula papillosa é uma espécie de morcego da família Vespertilionidae. Pode ser encontrada no Brunei, Indonésia, Malásia, Tailândia, Laos, Camboja e Vietname.